# 啊，侯賽因

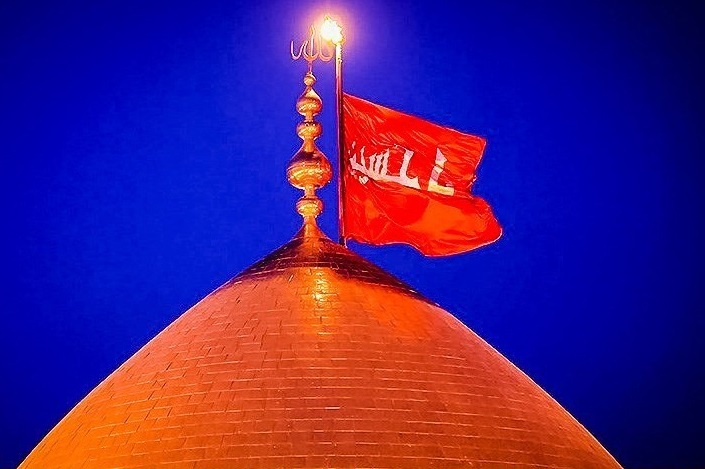
阿舒拉節期間，「啊，侯賽因」旗幟在伊瑪目侯賽因聖陵飄揚。

「啊，侯賽因」（羅馬化：Yā Ḥusayn）是什葉派穆斯林常用的一句祈禱語，用以呼喚或緬懷侯賽因·本·阿里·本·阿比·塔利卜，亦有祈求其庇佑之意。該語句在每年穆哈蘭姆哀悼日期間尤其常見，經常出現在各類旗幟上。在什葉派教義中，侯賽因被尊為第三任伊瑪目，地位崇高。
在英屬印度時期，英國殖民者曾聽見什葉派穆斯林在哀悼侯賽因時高呼「Yā Hussain! Yā Hassan!」（指侯賽因與其兄哈桑·本·阿里），並以近似音譯為「霍布森-喬布森」（Hobson-Jobson）。該詞後來演變成語言學用語，用以形容英語使用者將外語詞語轉化為發音類似的英語詞語之現象。

## 旗幟

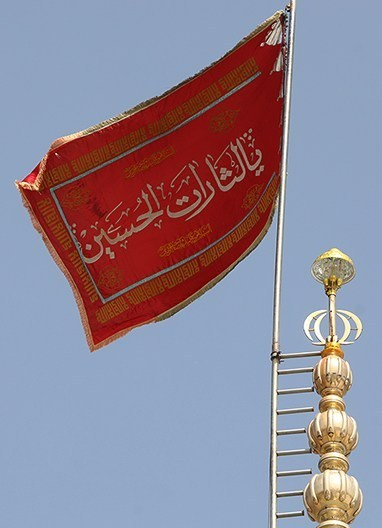
2025年6月以色列襲擊伊朗後，一面寫有「喚起為侯賽因復仇者」的紅旗曾懸掛於賈姆卡蘭清真寺上。

在當代伊朗，侯賽因的名字經常出現在什葉派的紅旗上，當中以「يا لثارات الحسين‎」（意即「喚起為侯賽因復仇者」）尤為常見。根據什葉派傳統，侯賽因的軍隊曾在紅旗下作戰。紅色象徵烈士的鮮血，並受到若干聖訓所強化。例如《大詞典》及《優點彙編》記載，侯賽因殉道當日，天空變得通紅，猶如被血染，情況持續多日。根據伊朗什葉派信仰，當隱遁伊瑪目再臨時，「喚起為侯賽因復仇者」將成為號召信徒的復仇口號。
2020年卡西姆·蘇萊曼尼遇刺後，賈姆卡蘭清真寺曾升起紅旗以示「報血仇」，清真寺負責人亞辛·侯賽因·阿巴迪稱此為象徵性舉措。同樣的紅旗亦於2025年以色列對伊朗發動空襲後再次升起，以表達復仇決心。